# FRANCIM
FRANCIM est le réseau français des registres des cancers, dédié - sur quelques territoires - à l'observation et la surveillance des cancers, au suivi de leur incidence, de leur mortalité et du taux survie après diagnostic ou traitement. Il vise aussi à « harmoniser les pratiques d’enregistrement, de coordonner et de faciliter les travaux réalisés par les registres de cancer existants, de fournir à la communauté les indicateurs épidémiologiques utiles à la connaissance et à la prise en charge des cancers en lien avec différents partenaires institutionnels ». 

Les données issues de ce réseau permettent de dessiner les tendances évolutives en termes d'épidémiologie des cancers.  
Ce réseau regroupe tous les registres des cancers disponibles en France (généraux et spécialisés). Ces registres ont été qualifiés par le « Comité national des registres » (CNR) jusqu’en 2013, puis à partir de 2014 évalués par le « Comité d’évaluation des registres » (CER) qui l'a remplacé à partir de 2014. 
FRANCIM fonctionne sous statut association loi de 1901 et ses données sont gérées par un comité de pilotage commun Francim-HCL-InVS-INCa, dans le cadre d'un « Programme scientifique de travail partenarial » (PTP) 2008-2010 (renouvelé en 2011 puis en 2014). Un forum permet aux membres du réseau d’échanger entre eux et avec des équipes de terrain, en prolongement d'une formation sur les techniques de surveillance épidémiologique et d'enregistrement des cancers (TSEEC) mise en place depuis 2005 avec l’InVS.

## Histoire
En France, en 2017, il n'y a pas encore de registre national des cancers. 
Le premier registre créé en France (en 1975) était départemental  et ne couvrait que le Bas-Rhin. Celui du Doubs a suivi (en 1976) puis du Calvados et enfin de l’Isère en 1978. Tous ces registres ont été créés sur des initiatives individuelles. 
En 1986, naît un Comité National des Registres (CNR) qui inscrit ces derniers dans une politique nationale de santé publique et de recherche.
FRANCIM est créé en 1991, pour « réaliser, coordonner et publier des travaux utilisant les données collectées par les registres des cancers français, de contribuer au développement de recherches coopératives en santé publique et en épidémiologie 
descriptive, analytique et évaluative dans le domaine du cancer ». 
En 1999, FRANCIM crée une base de données partagée pour la Base commune des registres de cancers  (plus d'1,2 million de cancers enregistrés de 1975 à 2016), gérée par le « Service de biostatistique des HCL » en raison de son expérience en termes d'épidémiologie descriptive des cancers. 
Francim s'est associé en 2008 à un « programme de travail partenarial » avec le Service de biostatistique des Hospices civils de Lyon (HCL), avec l’Institut de veille sanitaire (InVS) et avec l’Institut national du cancer (INCa, l'agence d’expertise sanitaire et scientifique en cancérologie chargée de coordonner la lutte contre les cancers en France).
Francim participe au plan cancer 2014-2019 de la France, pour ses actions : 
- 15.6 « Mettre à disposition des indicateurs d’évaluation de la lutte contre les cancers »  (incidence, prévalence, survie)
- 15.9 « Valoriser l’observation et les données en permettant leur appropriation et exploitation par le plus grand nombre » (via les sites de l’Ansp et de l’INCa ou les publications scientifiques de résultats d'études faites à partir des données FRANCIM).

## Financements et soutiens
L'InVS et l’INCa soutiennent institutionnellement le réseau et financent l'essentiel du recueil des données par les registres ; ces deux organismes soutiennent aussi le Service de biostatistique des HCL qui gère la base.

## Accès aux données
Les données de Francim sont accessibles à la communauté scientifique pour le développement de projets de recherche sous réserve de leur acceptation par un comité de pilotage commun Francim-HCL-InVS-INCa.
Certains jeux de données sont basculés en open data sur le site national data.gouv.fr, dont par exemple les Données d'incidences départementales des cancers localisées (œsophage, larynx, poumon, prostate, lymphome malin non hodgkinien, lèvres-bouche-pharynx, côlon-rectum, testicule, sein, col de l'utérus, corps de l'utérus, ovaire) selon le sexe, pour  2008-2010.